# Mysidetes microps
Mysidetes microps är en kräftdjursart som beskrevs av O. Tattersall 1955. Mysidetes microps ingår i släktet Mysidetes och familjen Mysidae. Inga underarter finns listade i Catalogue of Life.